# 施韦尔特
施韦尔特（德語：Schwerte，發音：[ʃveːɐ̯tə] ⓘ）是德国北莱茵-威斯特法伦州阿恩斯贝格行政区翁纳县的城市，面积56.23平方千米，2023年12月31日人口为46,571人。

## 友好城市
施韦尔特与以下城市结为友好城市：
- 法國 贝蒂讷（1960年）
- 法國 布律埃-拉比西耶尔（1965年
- 法國 维奥莱讷（1969年）
- 法國 阿卢阿涅（1975年）
- 英格兰 黑斯廷斯（1982年）
- 義大利 卡瓦-德蒂雷尼（1984年）
- 芬兰 萊佩維爾塔（1992年）
- 俄羅斯 皮亚季戈尔斯克（1992年）
- 希腊 约阿尼纳（2022年）